# Antonio Nuzzi
Antonio Nuzzi (* 3. August 1926 in Boiano; † 9. September 2016) war ein italienischer Geistlicher und römisch-katholischer Erzbischof von Teramo-Atri.

## Leben
Antonio Nuzzi empfing am 2. April 1949 die Priesterweihe für das Erzbistum Conza-Sant’Angelo dei Lombardi-Bisaccia.
Papst Johannes Paul II. ernannte ihn am 21. Februar 1981 zum Erzbischof von Conza-Sant’Angelo dei Lombardi-Bisaccia und Bischof von Nusco. Der Kardinalpräfekt der Kongregation für die Bischöfe, Sebastiano Baggio, spendete ihm am 15. März desselben Jahres die Bischofsweihe; Mitkonsekratoren waren Pietro Santoro, Erzbischof von Boiano-Campobasso, und Angelo Criscito, Bischof von San Severo und Lucera.
Nach der Vereinigung des Bistums Nusco mit dem Erzbistum Sant’Angelo dei Lombardi-Conza-Bisaccia wurde er am 30. September 1986 zum Erzbischof dieses neuen Erzbistums ernannt. Am 31. Dezember 1988 wurde er als Erzbischof ad personam zum Bischof von Teramo-Atri ernannt.
Am 24. August 2002 nahm Papst Johannes Paul II. sein altersbedingtes Rücktrittsgesuch an.